# Jumpsuit
«Jumpsuit» es una canción escrita y grabada por el dúo musical estadounidense Twenty One Pilots. Fue lanzado el 11 de julio de 2018 como el primer sencillo de su quinto álbum de estudio Trench (2018), junto a "Nico and the Niners". Es la primera canción lanzada por la banda después de un silencio público de un año.  La canción fue nominada para mejor canción de rock en los Premios Grammy de 2019.

## Antecedentes y lanzamiento
La banda comenzó a trabajar en la canción durante el Emotional Roadshow World Tour, Tyler Joseph, el líder de la banda, después de haber creado el riff de bajo y lo tocaría durante las pruebas de sonido antes de los shows. Después de la gira, la banda se retiró de la vida pública para grabar el álbum "Trench". Joseph reveló en una entrevista con NME que originalmente se suponía que el álbum era un "disco más suave y con un sonido más ligero", pero "luego escribí 'Jumpsuit' que arruinó eso". El 6 de julio de 2018, la banda rompió su silencio de un año con un correo electrónico de cierre con las palabras "¿TODAVÍA ESTÁS DURMIENDO?" Tres días después, volvieron a las redes sociales por primera vez en su receso de un año, publicando un clip del video oficial de la canción dentro de un ojo de apertura. Al día siguiente, publicaron otro clip del video oficial que reproduce una versión amortiguada de la canción dentro de un ojo casi completamente abierto. El 11 de julio, la canción se lanzó junto con su  video musical.

## Composición
"Jumpsuit" es una canción de rock alternativo y hard rock que dura tres minutos y cincuenta y ocho segundos. Según la partitura publicada en Musicnotes.com por Alfred Music, está escrita en el compás de tiempo común, con un tempo moderadamente rápido de 127  latidos por minuto. La canción está compuesta en el tono de B menor mientras el rango vocal de Tyler Joseph abarca una octava y tres  notas, desde un bajo de D4  hasta un máximo de G5 . Líricamente, la canción presenta a Clancy, el personaje principal del mundo conceptual de "Trench", pidiendo protección de los obispos, los líderes de la ciudad Dema. La canción fue descrita por Rolling Stone como que tenía "bajo distorsionado, batería nítida y lavados oscuros de sintetizador" con la construcción de la voz del líder Tyler Joseph de "un susurro cercano a un grito, a un falsete atmosférico". Idolator describió su sonido como alternando entre "semi-acústico y hard rock".

## Video musical

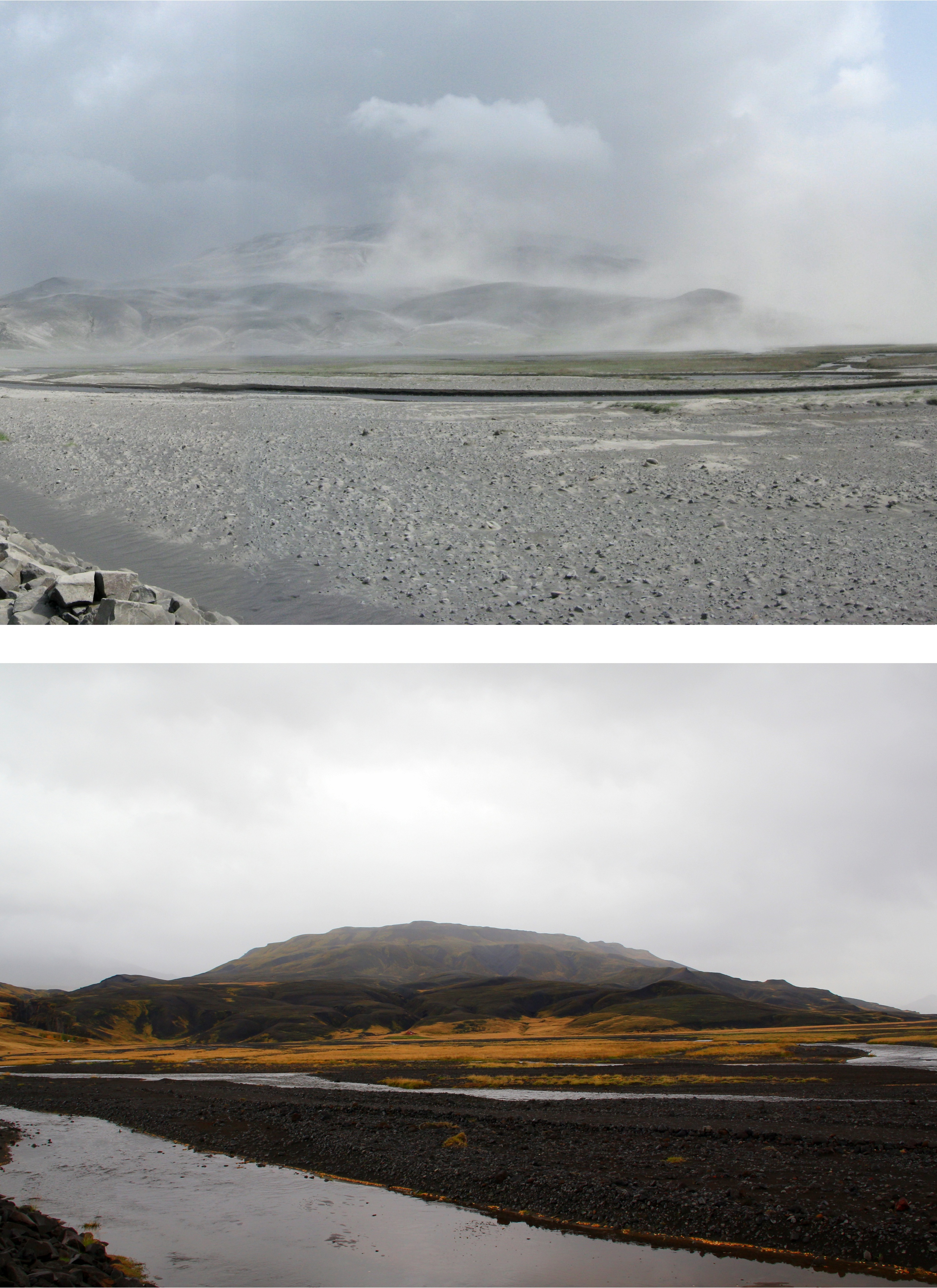
El video musical de la canción se filmó en Thórsmörk, Islandia (en la foto).

El 11 de julio de 2018 se lanzó un video musical de "Jumpsuit". Fue dirigido por Andrew Donoho, quien previamente dirigió los videos musicales de las canciones del dúo "Heathens" y "Heavydirtysoul". El video fue filmado en Thórsmörk, Islandia. El 12 de julio de 2018, el video musical de "Jumpsuit" superó a "Heathens" para la mayoría de las visitas de YouTube en un día para la banda (5,2 millones), y actualmente  tiene más de 129 millones de visitas.
El video comienza con el auto del video "Heavydirtysoul" todavía ardiendo, antes de incendiarse repentinamente. El cantante principal Tyler Joseph salta al auto y les dice a los espectadores que han estado aquí todo el tiempo, que estaban dormidos y que es hora de despertarse. La escena luego corta a un valle donde se ve a Joseph inconsciente en una corriente de agua, se despierta y observa su entorno cuando personas misteriosas con atuendos amarillos aparecen en los acantilados del valle mirándolo. A medida que avanza por el valle, es perseguido por una figura encapuchada roja en un caballo blanco que al alcanzarlo mancha pintura negra en su cuello. Después de esto, se lo ve siguiendo a la figura con capucha roja en el caballo en un estado de trance. La gente de amarillo arroja pétalos amarillos a la figura encapuchada y a Joseph, sacándolo de su trance y desorientando el caballo del obispo, permitiéndole intentar escapar. Sin embargo, Joseph tropieza mientras corre y es capturado por el obispo. El video termina recortando la escena original, con Joseph abriendo la parte trasera del auto en llamas, agarrando un mono amarillo y poniéndoselo antes de alejarse.
El clip fue nombrado uno de los doce mejores videos musicales de 2018 por la revista británica de música rock Kerrang!.

## Recepción comercial
En julio de 2018, "Jumpsuit" alcanzó el número uno en la lista "Alternative Songs" de Billboard. Al tomar dos semanas para llegar al número uno, "Jumpsuit" se convirtió en la canción más rápida para alcanzar el número uno en la lista de canciones alternativas en la década de 2010.